# Бершева
Бершева или Вирсавеја (хебр. באר שבע, арап. ‏بئر السبع‎, Be'er Shevaⓘ), највећи је град у регији пустиње Негев, у Јужном округу Израела. и често се назива „пријестоницом Негева“. Центар је четврте најнасељеније велеградске области Израела, осми је најнасељенији град у Израелу, са популацијом од 214.162 становника 2022. године, као и други највећи град након Јерусалима са површином од 117.500 дунума.
библијски период упућује на то да се Бершева односи на положај који је заузимао древни град Тел Бершева, који је удаљен двије и по миље од модерног града, који је основан на почетку 20. вијека од стране Османског царства. Град су освојили Британци, предвођени трупом под називом Аустралијски свијетли коњ, током Првог свјетског рата. Године 1947, Бирсеба (арап. بئر السبع), како је тада био познат град, је предвиђен као дио арапске државе, у Плану Уједињених нација о подјели Палестине. Након проглашења независности Израела, египатска војска је прикупила своје снаге у Бершеви, која им је служила као стратешка и логистичка база. У бици на Бершеви, која је вођена у октобру 1948. године, град је освојен од стране Израелских одбрамбених снага и припојен Израелу.
Бершева се значајно развила од проглашења независности Израела. Велики дио популације чине потомци Сефарда и Мизраха, који су мигрирали из арапских држава након 1948, као и мање заједнице Синова Израела и Кочина из Индије. Други и трећи талас миграција одиграо се након 1990, када су у Бершеву стигли Ашкенази из бившег Совјетског Савеза, као и припадници групе Бета Израел из Етиопије. Совјетски мигранти су успоставили шах као главни спорт у Бершеви и град је сада главни развојни центар за шах у Израелу, као и национални шаховски центар, са више велемајстора по граду него било који други град на свијету,што га у неком смислу чини пријестоницом шаха.
У Бершеви се налази Универзитет Бен Гурион, а град је такође центар технолошке индустрије Израела.

## Етимологија
Постоји неколико етимологија имена „Бершева“. Прва је заклетва Аврама Абимелеху да је он ископао извор (извор заклетве), што се помиње у Библији, у Књизи постања. Остале укључују седам ископаних извора од стране Исака, иако су идентификована само три или четири, заклетва Исака и Абимелеха; као и седам јагњади којим је запечаћена заклетва Аврама и Абимелеха.
Бир ('Be'er) је хебрејска ријеч за добро, док шеба (sheva) може да значи седам или заклетва, од хебрејске ријечи  shvu'a.
Арапски топоним такође може да се преведе као „седам извора“ или уобичајеније „Извор лавова“.
Током османског управљања, град је био познат као осм. тур.  (Belediye Birüsseb').

## Хебрејска Библија
Бершева је у Хебрејској Библији, односно Старом завјету, углавном обрађена у оквиру повезаности са Патријарсима Јаковом и Исаком, који су копали изворе и склопили мировне споразуме са краљем Абимелехом из подручја Герара. Због тога му је двапут дато име; први пут када је Аврам склопио споразум са Абимелехом, а затим и када је Исак склопио споразум са Абимелехом из Герара, чије су слуге такође копали бунаре тамо. Мјесто је тако повезано са двије или три приче из Књиге постања.
Судећи према Хебрејској Библији, Бершева је основана када су Аврам и Абимелех разријешили несугласице око извора воде и склопили савез. Абимелехови људи су преузели извор од Аврама, након што га је он претходно ископао, па је Аврам однио брод и стоку Абимелеху, како би добио извор назад. Издвојио је седам јагњади на страну, како би се заклео да је он ископао извор и нико други. Абимелех је закључио да извор припада Авраму и, у Библији, Бершева значи „Озвор седморице“ или „Извор заклетве“.
Бершева се даље помиње у неколико пасусa у Књизи постања: „Исак је изградио олтар у Бершеви”, „Јаков је имао сан о степеништу до раја након што је напустио Бершеву“, „Бершева је била територија племена Јуда и Симеон“, „синови пророка Самуила били су судије у Бершеви“, „Саул, први краљ Израела, саградио је утврђење тамо, у својој борби против Амалека“, „Пророк Илија је побјегао у Бершеву када је Језебел наредио да га убију“. Пророк Амос је споменуо град у смислу идолатрије. Након Вавилонског освајања и стављања у ропство већине израељаца, град је напуштен. Након што су се израељски робови вратили из Вавилона, поново су настанили град. Судећи према Хебрејској Библији, Бершева је била најјужнија територија коју су настањивали Израељци, одакле потиче израз „од Дана до Бершеве“, како би се описало цијело краљевство.
Зибија, супруга краља Ахазија од Јудеје и мајка краља Џехое од Јудеје, била је из Бершеве.

## Историја
Град је уништаван и поново изграђиван много пута током вјекова. Стекла је важност током Византијске владавине (од 4 до 7 вијека), када је била кључна тачка за палестинску границу, одбрамбену линију против пустињских племена. У 7. вијеку, освојили су је Арапи, док је у 16. вијеку освојило Османско царство. Бершева је остала важно мјесто са водом и мали трговински центар за племена номадских Бедуина у Нигеву, упркос турским напорима у планирању и развоју града. Године 1917, град су преузели Британци, отварајући пут ка освајању Палестине и Сирије. Након што су га заузеле израелске снаге 1948, Бершеву су брзо населили мигранти и развила се као административни, културни и индустријски центар Негева. Један је од највећих градова у Израелу, након Тел Авива, Јерусалима и Хаифе.

### Халколит
Људи су насељавали простор данашње Бершеве још од халколита. Живјели су у пећинама, користећи метални алат и одгајајући стоку. Проналаском ископина Тел Шеве, на археолошком налазишту источно од модерне Бершеве, указује на то да је области била насељавана још од 4. миленијума прије нове ере.

### Гвоздено доба
За Тел Шеву, археолошко налазиште које садржи рушевине древног града, вјерује се да је Бершева која се помиње у Библији и лежи неколико километара источно од модерног града. Град датира из раног Израиљског периода, око 10 вијека прије нове ере. Локација је вјероватно одабрана јер је богата водом; у подручју постоји неколико извора. Судећи према Хебрејској Библији, те изворе су ископали Аврам и Исак, када су населили те просторе. Путеви су били повезани у мрежу, са одвојеним областима за административну, комерцијалну, војну и употребу за становање. Вјерује се да је то прво планирано насељено мјесто у региону. Такође је познат по свом разрађеном систему воде. У суштини, огромна цистијерна налази се у стијенама испод града.

### Персијски период
Током персијске владавине, од 539 до 332. године прије нове ере, Бершева је била јужно од аутономне провинције Јудеј Медина у оквиру персијско Ахеменидског царства. Током тог периода, град је реконструисан и изграђена је цитадела. Археолошки налази из периода између 359 и 338 године прије нове ере, укључују керамику и остракон.

### Хеленски период
Током владавине Хасмонејаца, град није имао битну улогу јер није споменут приликом освајања Едома нити у описивању Хасмонејских ратова.

### Римски и византијски период
Током владавине Римског царства, град је био у региону Келесирија. Током римског и касније Византијског царства, град је служио као прва линија одбране од напада Набатејаца. Око 64—63 године п. н. е. Гнеј Помпеј Велики учинио је Бершеву најјужнијим градом Римске провинције Јудеја и у наредним годинама град је био у појасу границе, што се приписује времену владавине Веспазијана, док је око 268 године град постао центар епархије.
Бершева је описана у Мадаба мапама и од стране Јевсевија Кесаријског као велико село са римским гарнизоном.
Последњи становници Бершеве били су Византинци, који су напустили град током Муслиманског освајања Леванта, када је град уништен. Остао је напуштен до 19. вијека. Пронађена је керамика из византијског периода и из раног периода исламске владавине.

### Османски период
Модерни град изграђен је од стране Османског царства, да служи као административни центар за бенефите Бедуина на почетку 20. вијека и дато му је име Бир ал Саби Bir al-Sabi (извори седморице). До Првог свјетског рата, био је углавном насељен муслиманским становништвом, са око 1.000 становника. Бен Давид и Кресел расправљали су око тога да ли је то што је Бершева била традиционално тржиште за Бедуине, био камен темељац да постане пријестоница Негева током тог периода, ‍:3 док је антрополог за Бедуине Недева, Ареф Абу Рабија, који је био и министар просвјете у Влади Израела, описао Бершеву као први бедуински град.‍:ix
У јуну 1899, Османска влада наредила је стварање подокруга — кезе, у округу Мутасарифик у Јерусалиму, са Бершевом као главним градом. Спровођење овога повјерено је посебном бироу министарства унутрашњих послова. Постојало је више разлога због којих су се Османслије одлучиле на стварање посебног округа. Британска инкорпорација Синаја у Египат довела је до потребе да Османско царство учврсти власт у јужној Палестини. Такође је постојала жеља да се охрабри седентација Бедуина, са предвиђеним порастом мира пореза. Први гувернер (Кајмакам), Исмаил Камал Беј, живио је у позајмљеном шатору од локалног шеика, док није изграђена кућа гувернера (Сараја). Камала је замијенио Мухамед Карула Ефенди 1901. године, кога је већ 1903. године, замијенио Хамди Беј. Гувернер је 1908. године, постао промовисан за гувернера сусједног Јерусалимског округа (мутасариф муавин), чиме је аутоматски био изнад гувернера других подокруга.
Посјетилац је у Бершеви 1900. године затекао рушевине, два камена кана и неколико шатора. До 1901, ту су биле бараке са малим гарнизоном и остале грађевине. Аустроугарско чешки оријенталиста, Алоиз Мусил, написао је 1902:
„Бир ес Себа расте из дана у дан. Ове године, умјесто шатора, нашли смо величанствене куће, заједно са прелијепим улицама од Сараја до лежаја у долини. Прављење баште од стране Владе се исплаћује, све врсте дрвећа које су усађене ће сигурно успјети. Неколико грмова који су усађени прије двије године, поред парног млина, на крају улице у југоисточном дијелу, порасли су значајно. Живахна активност у изградњи такође узрокује живахну експлоатацију рушевина“.
До 1907. године, ту је направљено велико село и војна пошта, са резиденцијом за кајмакама и великом џамијом. Број становништва се прво повећао са 300 на 800 између 1902 и 1911, а до 1914. године, ту је било 1.000 становника, који су живјели у 200 кућа.
План за град у облику хиподамовске схеме израдили су њемачки и швајцарски архитекти и двојица других. Друга двојица су вјероватно палестински Арапи, Саид Ефенди ал Нашашиби и његов асистент, Рагеб Ефенди ал Нашашиби. Ипак, Бигер у својој књизи Османско планирање градова у Палестини крајем 19. и почетком 20. вијека, каже да су у питању двојица Турака који су се образовали у Њемачкој. Облици шеме могу се видјети и данас у старом граду Бершева. Већина становништва у то вријеме били су Арапи из Хеброна и појаса Газе, док су и Јевреји почели да се настањују у граду. Већина Бедуина је напустила номадски начин живота и саградила куће у Бершеви.

### Први свјетски рат и Британска управа
Током Првог свјетског рата, Османлије су изградиле жељезничку пругу од Хеџаске железнице до Бершеве, која је отворена 30. октобра 1915. године. Прослави су присуствовали командант османске војске Ахмед Џемал-паша и други званичници. Линија је била активна док Британска војска није истиснула Османлије 1917, пред крај рата.
Бершева је играла важну улогу у Синајској и палестинској кампањи у току Првог свјетског рата. Битка на Бершеви је била дио британске офанзиве у разбијању турске одбрамбене линије од Газе до Бершеве. На дан 31. октобра 1917. године, три мјесеца након што су преузели Рафу, британске снаге генерала Аленбија су сломиле отпор турских снага између Газе и Бершеве. Око 500 војника 4. и 12. аустралијског пука лаке коњице, 4. аустралијске бригаде, које је предводио генерал Вилијам Грант, само са коњима и бајонетима, напали су турске ровове, освојили их и заробили у бици познатој као битка за Бершеву, која је такође позната и као последњи успјешни напад коњицом у историји британске војске. На ивици старог града смјештено је гробље страдалим војницима земаља Комонвелта, Аустралије, Новог Зеланда и Уједињеног Краљевства. Такође, у граду се налази и меморијални парк посвећен страдалим војницима.
Током Британског мандата над Палестином, Бершева је била већи административни центар. Британци су изградили жељезничку пругу од Рафе до Бершеве у октобру 1917, која је отворена за јавност у мају 1918. године, служећи становницима Негева и становништву јужно од планине Хеброн. Године 1928, када су почеле да расту тензије између Јевреја и Арапа око контроле над Палестином, нереди су ескалирали и након једног сукоба, у којем је погинуло 133 Јевреја, а рањено њих 339, многи Јевреји су напустили Бершеву, мада су се неки повремено враћали. Након напада Арапа на аутобус пун Јевреја 1936. године, сукоби су прерасли у Арапску побуну, која је трајала од 1936 до 1939. године, након чега су и преостали Јевреји напустили град.
На попису становништва 1922, у Бершеви је живјело укупно 2.356 становника, од чега њих 2.012 муслимана, 235 хришћана, 98 јевреја и 11 друза. На попису становништва 1931. године, популација се повећала на укупно 2.959 становника, од чега 2.791 муслимана, 152 хришћана, 11 јевреја и 5 бахаија, док је 545 јеврејских кућа окупирано. Анкетом на селима коју је спровела управа мандатске Палестине 1945. године, откривено је да је укупна популација 5.570 становника, од чега њих 5.360 муслимана, 200 хришћана и 10 других.

### Држава Израел

#### Рат 1947-49.
Године 1947, Специјални комитет Уједињених нација за Палестину (UNSCOP), предложио је да Бершева буде прикључена јеврејској држави, у њиховом плану подјеле за Палестину. Међутим, након што је ад хок комитет Уједињених нација извршио ревизију плана, премјестили су град у Палестински дио, због већинског Аралског становништва. Египатске војне снаге биле су стациониране у Бершеви од маја 1948. године.
Јигал Алон је предложио освајање Бершеве, што је прихватио премијер Израела — Давид Бен-Гурион. Судећи према израелском историчару, Бенију Морису, Бен Гурион је наредио освајање Бершеве, окупацију околних територија, као и демолирање већег дијела града. Циљ је био да се пробије египатска блокада израелских конвоја до Негева. Египатска војска није очекивала напад и доживјели су пораз. Израел је бомбардовао град 16. октобра, док су 21. октобра, у 4 сата ујутру, 89 батаљон 8 бригаде и 7 и 9 батаљони бригаде Негева напали египатску војску. Један дио је напредовао од Мишар Ханегева, удаљеног 20 km од Бершеве, док је други дио напредовао од турске жељезничке станице и Хацерима; Бершева је освојена до, 9.45 ујутру истог дана. Око 120 војника египатске војске одведено је у заробљеништво. Сво арапско становништво које је пружало отпор је протјерано, док је остатак арапског становништва, око 200 мушкараца и 150 жена и дјеце, одведено у полицијско утврђење, одакле су 25. октобра, жене, дјеца, старије и онеспособљене особе одвезене камионима на границу Газе. Египатски војници су одведени у логоре за ратне заробљенике. Неки мушкарци су остали да живе у локалним џамијама, гдје су чистили, а када би било откривено да снадбијевају египатску војску информацијама, били би и они депортовани. У граду је забиљежен велики пораст пљачки, а до децембра, у неком прорачуну, укупно је депортовано око 30.000 Арапа из Бершеве и околних области, од којих је већина мигрирала у Јордан. Након Операције Јоав, радијус од 10 km од Бершеве претворен је у зону гдје није био дозвољен улаз Бедуинима. Као одговор на то, Савјет безбједности уједињених нација донио је двије резолуције, 4 и 16. новембра, у којима се захтијева од Израела да напусти област.

#### Прве четири деценије
Након завршетка рата, споразумом из 1949. године, Бершева је и формално припојена Израелу. Град је од тада трансформисан у израелски град, са малом арапском заједницом. Бершева је стратешки важна локација, због солидне снадбјевености водом, као и због битних саобраћајница, до Јерусалима и Хеброна на сјеверозападу, до Мртвог мора и Ел Карака на истоку, до Акабе на југу, до Газе на западу и до Ал Аује и границе са Египтом на југозападу.
Након неколико мјесеци, куће које су порушене у рату су обновљене. Усљед таласа миграција у Израел након успостављања независне државе, Бершева је доживјела велики пораст броја становника, јер се доселило хиљаде миграната. Град се брзо проширио изван свог језгра, што је постало познато као стари град, док су се нова насеља изградила у околини, са разноврсним пројектима кућа, као што су апартмани и помоћне фарме, као и шопинг центри и. школе. Стари град је претворен у центар града, са радњама, ресторанима и канцеларијама градске управе. У граду је изграђена индустријска област, као и један од највећих биоскопа у Израелу. До 1956, број становника у Бершеви је порастао на 22.000. Године 1959, почели су протести и нереди у Вади Салибу, близу Хаифе, након чега су се проширили и на друге дјелове државе, укључујући и Бершеву.
Болница Сорока отворена је 1960. До 1968. године, популација у граду порасла је на 80.000. Универзитет Негев, који је касније постао Универзитет Бен Гурион, отворен је 1969. Египатски предсједник — Анвар Садат, посјетио је Бершеву 1979, а популација у граду порасла је на више од 110.000 до 1983. године.

#### Модерни урбани развој
Као дио пројекта шематског приказа Негева, непрофитна организација Јеврејски национални фонд финансира главне пројекте реконструкције Бершеве. Један пројекат је ријечни парк Бершеве, која обухвата дио поред ријеке од 3,6 km² са зеленилом, стазе за планинарење, спортску арену од 3.000 мјеста, бродско језеро дужине 6.1 ha, напуњено од рециклираних отпадних вода, шеталишта, ресторане, кафиће, галерије, изнајмљивање бродова, амфитеатар од 12.000 мјеста, игралишта и мост дуж руте водених цијеви града Мекорота. План укључује изградњу нових кућа са погледом на парк и комшилук. Званични улаз у ријечни парк биће парк Белт Ешел, који ће се састојати од парка изграђеног око дворишта, са историјским остацима насеља Белт Ешел.
Четири нова шопинг центра су планирана. Први, канјон Бершева биће еколошки центар за базенима за скупљање кише и генераторима за освјетљење на соларну енергију, укупне површине од 115.000m2, поред парка дугог 8.000 метара, са бициклистичком стазом. Други тржни центар ће бити пољопривредни центар, први икада у Израелу. Биће ограђени, кружни комплекс, са 400 мјеста за продавце, а биће окружен парковима и зеленилом.
У граду је изграђена и нова централна аутобуска станица, која има комплекс ограђен стаклом, са кафићима и радњама.
Последњих година, у инвестиције за реновирање старог града, очување историјских грађевина и унапређење инфраструктуре, уложено је око 10,5 милиона евра. Турска четврт је такође реновирана, са новим калдрмисаним улицама, проширеним тротоарима и рестаурираним турским кућама, које су претворене у трпезарије и мјеста за трговину.
Године 2011, градска скупштина је објавила план за претварање Бершеве у „водени град“ Израела. Један од пројеката — „плажа Бершеве“, предвиђа постројење од 7 дунума насупрот градске скупштине. Остали пројекти укључују изградњу нових фонтана близу медицинског центра Сорока и наспрам Техничког факултета.
Током 1990-их, у Израелу су почели да се појављују небодери, а упоредо са тим почела је и изградња високих грађевина у Бершеви. Данас, центар града се обично описује као „колекција чистих, компактних и донекле стерилних стамбених торњева и високоулазних канцеларија“. Највећа градска грађевина је Трг Рамбам 2, зграда од 32 спрата. Планиране су бројне додатне високе грађевине, поред или у оквиру зграде, укључујући небодере. Планирана је и изградња луксузних стамбених вишеспратница у граду.
Град је у 21. вијеку доживио велику грађевинску експанзију, што укључује и урбани развој елемената, као што су водене фонтане и мостови; а такође укључује и развој природе, као што је изградња игралишта и паркова.
У децембру 2012. године, план за изградњу 16.000 нових стамбених јединиц у Рамоту, одбачен је у корист креирања урбане шуме, која ће обухватати 660 ha и служиће као „зелено плуће“ града, као дио плана за развој „зелене траке“ око града. У шуми ће се налазити области за пикник, бициклистичке стазе и пјешачке стазе. Судећи према градоначелнику Бершеве, Рувику Даниловичу, град и даље има велику површину неразвијеног простора на отвореном, који може да се користи за урбани развој.
Године 2017, потврђен је нови урбани план града, дизајниран да повећа популацију становништва на 340.000 до 2030. године. Планом је предвиђена изградња 13.000 нових стамбених јединица, заједно са развојем индустрије и бизниса на укупном простору од 4 милиона метара квадратних. Такође је планирана и изградња друге градске болнице.

#### Безбједоносни инциденти у граду
У октобру 1998. године, 64 људи је рањено у нападу гранатом. На дан 31. августа 2004. године, 16 људи је убијено у два напада бомбаша самоубица на градске аутобуске станице, за шта је Хамас преузео одговорност. На дан 28. августа 2005, бомбаш самоубица је напао централну аутобуску станицу, 47 људи, од чега два чувара. Током операције Ливено олово, која је почела 27. децембра 2008, а трајала је до прекида ватре — 18. јануара 2009, Хамас је испалио 2.368 ракета, као што је (БМ-21 Град) и минобацача из Газе на југ Израела, укључујући Бершеву. Ракетни напади су се наставили и касније, али су били мање успјешни након представљања Гвоздене куполе, одбрамбеног система од ракета.
Године 2010, један Арапин је напао и повриједио двоје људи сјекиром. Године 2012, Палестинац из Џенина је заустављен прије него што је напао људе ножем у сигурној кући. На дан 18. октобра 2015. године, нападач је револвером убио војника који је чувао аутобуску станицу, након чега га је упуцала полиција. У септембру 2016, израелска безбједоносна агенција, Шин Бет, спријечила је терористички напад на вјенчању у градској општини.

## Грб Бершеве
Од 1950. године, Бершева је мијењала грб неколико пута. Грб из 1950. дизајнирао је Абрахам Хали. Садржао је дрво тамарис, фабрику и воду како тече кроз цјевовод.
Године 1972, грб је модернизова са симболичним представљањем Дванаест племена Израела и торња. Уписане су ријечи из Библије: „Аврам сади дрво тамариса у Бершеви“. Од 2012, припојен му је број 7, као дио градског преображаја.

## Географија
Бершева је позиционирана на ивици пустиње Негев, 115 km југоисточно од Тел Авива и 120 km југозападно од Јерусалима. Позициониран је на главној саобраћајници која води од центра и сјевера државе до Елијата на крајњем југу. Долина Бершева је популарна хиљадама година, с обзиром на то да има доступну воду која тече са брда Хеброн зими и складишти се испод земље у огромним количинама. Главна ријека у Бершеви је Нахал Бершева, вади, која изазива поплаве зими. Други битни вадији који пролазе кроз град су потоци Ковшим и Катеф. Бершеву окружује више градова сателита, укључујући Омер, Лехавим и Мејтар, као и неколико Бедуинских локација као што су: Рахат, Тел Шева и Лакија.
Сјеверозападно од града, близу Рамота, је регион који се зове Горалска брда (хебр. :גבעות גורל; досл. брда вјере). У региону се налазе брда надморске висине и до 500 метара.. Због тешке конструкције, јединствена флора у региону је заштићена.
Сјевероисточно од града, близу Неве Менахема, налазе се Лес равнице и сува ријечна корита.

### Клима
Клима у Бершеви је топла пустињска, класификације BWh, са утицајем средоземне климе. Град има карактеристике и медитеранске и пустињске климе. Љета су топла и сува, а зиме су благе. Количина кише током зимског периода је велика, већа и од количине која падне у осталим градовима са сличном климом, као што је Алмерија у Шпанији. Љети, температуре су високе и преко дана и током ноћи, са просјечном температуром 34,7 °C. Најнижа просјечна температура износи 21,4 °C. Зими, највиша просјечна температура је 17,7 °C, док је најнижа 7,1  °C. Снијег ријетко пада. На дан 20. фебруара 2015, пао је први пут након 1992. године.
Падавине су ријетке љети, највише кише падне у периоду између септембра до маја, али годишња количина падавина је ниска, у просјеку падне 195,1 mm годишње. Пјешчане олује са маглом су честе, посебно зими, као резултат велике влаге.
| Клима Бершева                          | Клима Бершева | Клима Бершева | Клима Бершева | Клима Бершева | Клима Бершева | Клима Бершева | Клима Бершева | Клима Бершева | Клима Бершева | Клима Бершева | Клима Бершева | Клима Бершева | Клима Бершева |
| Показатељ \ Месец                      | .Јан.         | .Феб.         | .Мар.         | .Апр.         | .Мај.         | .Јун.         | .Јул.         | .Авг.         | .Сеп.         | .Окт.         | .Нов.         | .Дец.         | .Год.         |
| -------------------------------------- | ------------- | ------------- | ------------- | ------------- | ------------- | ------------- | ------------- | ------------- | ------------- | ------------- | ------------- | ------------- | ------------- |
| Апсолутни максимум, °C (°F)            | 31,5 (88,7)   | 35,2 (95,4)   | 38,4 (101,1)  | 43,8 (110,8)  | 44,8 (112,6)  | 46,0 (114,8)  | 42,0 (107,6)  | 43,8 (110,8)  | 43,8 (110,8)  | 41,7 (107,1)  | 38,3 (100,9)  | 32,5 (90,5)   | 46 (114,8)    |
| Средњи максимум, °C (°F)               | 24,6 (76,3)   | 27,3 (81,1)   | 32,0 (89,6)   | 37,5 (99,5)   | 38,7 (101,7)  | 39,6 (103,3)  | 39,3 (102,7)  | 38,3 (100,9)  | 38,7 (101,7)  | 36,8 (98,2)   | 31,9 (89,4)   | 26,9 (80,4)   | 39,6 (103,3)  |
| Максимум, °C (°F)                      | 17,7 (63,9)   | 18,7 (65,7)   | 22,0 (71,6)   | 26,5 (79,7)   | 30,5 (86,9)   | 33,1 (91,6)   | 34,7 (94,5)   | 34,7 (94,5)   | 32,9 (91,2)   | 29,7 (85,5)   | 25,0 (77)     | 20,0 (68)     | 27,13 (80,84) |
| Просек, °C (°F)                        | 12,4 (54,3)   | 13,2 (55,8)   | 15,9 (60,6)   | 19,7 (67,5)   | 23,2 (73,8)   | 26,1 (79)     | 28,0 (82,4)   | 28,1 (82,6)   | 26,2 (79,2)   | 23,2 (73,8)   | 18,6 (65,5)   | 14,4 (57,9)   | 20,75 (69,37) |
| Минимум, °C (°F)                       | 7,1 (44,8)    | 7,7 (45,9)    | 9,8 (49,6)    | 12,8 (55)     | 16,0 (60,8)   | 19,0 (66,2)   | 21,3 (70,3)   | 21,5 (70,7)   | 19,6 (67,3)   | 16,7 (62,1)   | 12,2 (54)     | 8,8 (47,8)    | 14,38 (57,87) |
| Средњи минимум, °C (°F)                | 2,8 (37)      | 4,0 (39,2)    | 5,3 (41,5)    | 7,2 (45)      | 11,1 (52)     | 15,4 (59,7)   | 18,4 (65,1)   | 18,4 (65,1)   | 16,0 (60,8)   | 12,4 (54,3)   | 7,5 (45,5)    | 4,8 (40,6)    | 2,8 (37)      |
| Апсолутни минимум, °C (°F)             | 1,4 (34,5)    | 0,5 (32,9)    | 2,4 (36,3)    | 4 (39)        | 8 (46)        | 13,6 (56,5)   | 15,8 (60,4)   | 15,6 (60,1)   | 13 (55)       | 10,2 (50,4)   | 3,4 (38,1)    | 3 (37)        | 0,5 (32,9)    |
| Количина падавина, mm (in)             | 48 (1,89)     | 40 (1,57)     | 29 (1,14)     | 9 (0,35)      | 3,6 (0,142)   | 0 (0)         | 0 (0)         | 0 (0)         | 0,5 (0,02)    | 9 (0,35)      | 18 (0,71)     | 38 (1,5)      | 195,1 (7,672) |
| Дани са падавинама                     | 9             | 8             | 6             | 2             | 1             | 0             | 0             | 0             | 0,2           | 2             | 4             | 7             | 39,2          |
| Релативна влажност, %                  | 50            | 48            | 44            | 35            | 34            | 36            | 38            | 41            | 43            | 42            | 42            | 48            | 41,8          |
| Извор #1: Метеоролошка станица Израела |               |               |               |               |               |               |               |               |               |               |               |               |               |
| Извор #2: Метеоролошка станица Израела |               |               |               |               |               |               |               |               |               |               |               |               |               |

## Демографија
Бершева је један од најбрже растућих градова по броју популације и Израелу. Иако званично има око 200.000 становника, већи је у површини од Тел Авива и урбани план планира у будућности популацију између 450.000 и 500.000 становника. Планирано је да има популацију од 340.000 до 2030. године. Године 2010, Национални савјет за планирање и конструкцију одобрио је мастер план чији је циљ био повећање популације у Бершеви и њеном градском подручју на милион до 2020. године. Према попису из 2018, у Бершеви живи 20.000 Арапа, што чини 10% укупне популације града.
Израелски центар за статистику подијелио је градско подручје Бершеве на два подручја:
| Градски прстенови | Локација | Популација (попис 2014) | Популација (попис 2014) | Популација (попис 2014) | Популација (попис 2014) | Густина становништва (по km²) | Становништво по годинама стопа раста |
| Градски прстенови | Локација | Израелски Јевреји       | Израелски Арапи         | Остали                  | Укупно                  | Густина становништва (по km²) | Становништво по годинама стопа раста |
| ----------------- | -------- | ----------------------- | ----------------------- | ----------------------- | ----------------------- | ----------------------------- | ------------------------------------ |
| Језгро            | 1        | 177,200                 | 4,400                   | 19,500                  | 201,100                 | 1,711.8                       | 0.9%                                 |
| Спољашњи прстен   | 32       | 35,700                  | 124,100                 | 500                     | 160,300                 | 286.4                         | 3.0%                                 |
| Сјеверни дио      | 12       | 11,700                  | 72,100                  | 200                     | 84,000                  | 272.8                         | 3.2%                                 |
| Источни дио       | 8        | 14,900                  | 52,000                  | 200                     | 67,100                  | 527.8                         | 2.7%                                 |
| Западни дио       | 12       | 9,000                   | 0                       | 100                     | 9,100                   | 73.2                          | 4.4%                                 |
| Укупно            | 65       | 248,500                 | 252,600                 | 20,500                  | 521,600                 | 533.6                         | 1.8%                                 |

1. ↑  Остали укључују хришћане и неизјашњене по питању религије.
2. ↑  Укључује град Бершеву.
3. ↑  Укључује градове Рахат и Офаким, локалне савјете Лехавим, Омер и Тел Шева, као и још мањих градова.

## Економија
Највише запослених у једној установи у Бершеви има у медицинском центру Сорока, градској општини, Израелским одбрамбеним снагама и универзитету Бен Гурион. Главни комплекс израелске ваздушне индустрије позициониран је у главној индустријској зони, сјеверно од пута 60. Бројна електронска и хемијска постројења, укључујући фармацеутску индустрију Тева, налазе се у граду.
Бершева је постала и технолошки центар, а посебно се истиче у сајбер обезбјеђењу. Велики технолошки парк изграђен је близу жељезничке станице Бершева. Компаније Дојче телеком, Елбит систем, EMC, Локид Мартин, Ness Technologies, WeWork и RAD Data Communications отвориле су постројења у граду, док је компанија Jerusalem Venture Partners покренула сајбер инкубатор. Научно-технолошки парк, који су финансирали фондација RASHI-SACTA, општина Бершева и приватни донатор, отворен је 2008. године. Други парк високе технологије отворен је сјеверно од града, близу Омера.
На југоисточној страни града, позициониране су три индустријске зоне, Мактешим, Емек Сара и Кирјат Јехуди, као и индустријска зона између Кирјат Јехудија и старог града.

## Локална власт
Град је дуго времена мучило лоше управљање, политички проблеми и лоше финансијско планирање. Од 2005, пажња је усмјерена на развој паркова и инфраструктуре. Године 2005, отворен је нови центар за младе, док је нови културни центар отворен 2008. Након доста година финансијог мучења, град је 2006 имао позитиван буџет.
Званични грб Бершеве приказује Аврама како сади дрво тамариса, судећи према Књизи постања, као и торањ повезан са градским грађевинама.
Први градоначелник Бершеве био је Давид Тувијах, који је на дужност ступио 1950, а остао је до 1961. Наслиједио га је Зејев Зризи, који је био на функцији само двије године, након чега је за градоначелника изабран Елијашу Нави, који је на тој функцији провео 23 године, до 1986. Моше Зилберман га је наслиједио, али је након три године, функцију преузео Јичак Рагер, који је остао на функцији до 1997. године. Наслиједио га је Давид Бунтфелд, али је на функцији провео само годину, након чега је Јаков Турнер ступио на дужност. Године 2008, Рувик Данилович, који је прије тога био замјеник градоначелника, побиједио је на изборима и преузео је функцију градоначелника.
На изборима 2018, Данилович је освојио 92% гласова.
|   | Име             | Ступио на дужност | Отишао са дужности | Година на дужности |
| - | --------------- | ----------------- | ------------------ | ------------------ |
| 1 | Давид Тувијаху  | 1950              | 1961               | 11                 |
| 2 | Зејев Зризи     | 1961              | 1963               | 2                  |
| 3 | Елијашу Нави    | 1963              | 1986               | 23                 |
| 4 | Моше Зилберман  | 1986              | 1989               | 3                  |
| 5 | Јичак Рагер     | 1989              | 1997               | 8                  |
| 6 | Давид Бунтфелд  | 1997              | 1998               | 1                  |
| 7 | Јаков Турнер    | 1998              | 2008               | 10                 |
| 8 | Рувик Данилович | 2008              |                    |                    |

## Институције образовања
Судећи према извештају CBS-а, Бершева има 81 школу и 33.623 ђака. Од тога, има 60 основних школа и 17.211 основаца, уз 39 виших школа у које иде 16.412 ученика. Након 12 разреда, колико се иде у школу у Бершеви, 52.7% ученика добило је сертификат зрелости, диплому Багрут 2001. У граду такође постоји неколико приватних школа и јешивота за религијски сектор.
У Бершеви се налази један од најпрестижнијих универзитета у Израелу — Универзитет Бен Гурион, који се налази у урбаном дијелу града, у четврту Делет. Остали битни факултети су Отворени универзитет Израела, Факултет инжењерства Шамон, Факултет академских наука Каје, Практични инжењерски факултет Бершеве (Hamikhlala ha technologit shel Be'er sheva), и универзитетско насеље факултета за ваздух и простор — Технолошка школа Бершева.

## Градске четврти
Након проглашења независности Израела, Бершева је постала „лабораторија“ за архитектуру Израела. Мишол гирит, градска четврт, изграђен је крајем 1950. године и био је први покушај да се створи алтернатива стандардном пројекту кућа у Израелу. Hashatiah (тепих), такође познат и као Hashekhuna ledugma (модел комшилука), поздрављен је од стране архитекти широм свијета. Данас, Бершева је подијељена на 17 настањених четврти, као додатак Старом граду и Рамоту. Многа од четврти су именовани по слову из хебрејског алфабета, што такође има и нумеричку вриједност, али се неким новим окрузима дају понекад пуна имена.

## Умјетност и институције културе
Године 1953, биоскоп Керен, први биоскоп у Негеву отворен је у Бершеви. Изградила га је организација Хистадрут и имао је мјеста за 1.200 особа. Бершева је база израелске симфоније, основане 1973. Током година, развила је широк репертоар симфонијских радова, концерата за соло извођаче и велика хорска извођења. Међу њима су Израел у Египту од Шуберта и Моцарта, Росинијева "Стабат матер" и Вивалдијева Глорија. Свјетски познати извођачи наступили су као солисти са симфонијом, укључујући Пинкаса Цукермана, Жан Пјера Рампала, Шлома Минца]], Герија Керија и Пола Тортелијера. Године 1970, подигнута је скулптура као спомен плоча палим израелским борцима, на брду сјевероисточно од града. Бершева театар отворен је 1973. Свјетлећа оперска група Негева оформљена је 1980 и изводи мјузикле на енглеском сваке године.
Облици рељефа у граду укључују Аврамове Изворе и стару турску жељезничку станицу, док је фокус на развојним плановима. Кућа умјетника у Негеву, показује илустрације које у одређеном смислу подсећају на Негев.
Музеј умјетности Негев отворен је поново 2004, у кући која је служила као боравак гувернера области током Османске владавине, док је у Старом граду успостављан центар за умјетност за младе људе.
Године 2009, изграђен је нови информациони центар за туристе, Пролаз до Негева.

### Велика џамија у Бершеви
Године 1906, током владавине Османског царства, саграђена је велика џамија Бершеве, уз помоћ донација прикупљаних од Бедуина у Негеву. Активно је коришћена за молитве све док град није пао под израелску власт 1948.
Џамија је до 1953. коришћена као градска судница, а током 1950-их претворена је у археолошки музеј, а 1990-их је затворена због реновирања. Град је намјеравао да је претвори у археолошки сектор музеја Негев, који ће бити посвећен јеврејској култури, против чега су писали петицију Муслимани и Бедуинска заједница, тражећи да се џамија врати у употребу и да се дозволе молитве. Град је одбио захтјев, уз образложење да активна џамија у срцу јеврејског града није могућа.
Године 2011, Врховни суд правде у Израелу, дјелимично је прихватио петицију против града, прихватајући да се џамија претвори у музеј, али да буде посвећена исламској култури, без дозволе за обављање молитви.

## Саобраћај
Бершева је средиште транспорта у јужном Израелу; нуди друмски, жељезнички и ваздушни саобраћај. Повезана је са Тел Авивом преко аутопута 40, другог највећег аутопута у Израелу, који пролази источно од града и познат је као „Бершева бајпас“, због тога што нуди путницима са сјевера да путују на југ, избјегавајући пролазак кроз центар града. Од запада до истока, град је подијељен аутопутем 25, који иде до Ашкелона и појаса Газе на сјеверозападу и Димоне на истоку. Трећи аутопут — аутопут 60, повезује Бершеву са Јерусалимом и саобраћајницом Шокет, а пролази и поред Западне обале. На локалном нивоу, дуж града су изграђене саобраћајнице у облику прстена, које служе да се смање гужве у граду. Улица 406 иде од сјевера до југа града, пролазећи кроз градски центар.
Аутобуска компанија, Метродан Бершева, почела је са радом 2003. године. До 2016, посједовала је 90 аутобуса и саобраћала на 19 линија, од којих већина полази са главне градске аутобуске станице. Тим линијама су раније саобраћали градски аутобуси, познати као „Урбани аутобуски сервис Бершеве“. На дан 25. новембра 2016. године, компанија Дан Бершева је преузела градски аутобуски саобраћај, док је компанија Метродан Бершева угашена. Након што је преузела аутобуски саобраћај, компанија Дан Бершева је увела електронски начин плаћања, што је уобичајено у Бершеви. Аутобуски међуградски саобраћај из Бершеве врше компанија Еџер, Дан бадаром и Метрополитан.
У граду постоје двије жељезничке станице. Стара, станица Сјеверни универзитет Бершева, пролази поред Универзитета Бен Гурион и медицинског центра Сорока, док нова, Централна жељезничка станица Бершеве, пролази поред главне аутобуске станице. Између двије жељезничке станице, пруге се дијеле на два дијела и настављају до Димоне и Мртвог мора. Планирано је проширење до Елијата и Арада.
Станица Сјеверни универзитет Бершева је крајња станица воза који саобраћа из Димоне. Свим жељезничким станицама може да се приступи из Бершеве, преко трансфер станица у Тел Авиву и Лоду. До 2012, жељезничке станице до Бершеве имале су конфигурацију од по једне споре пруге, са оштрим кривинама и доста мјеста за укрштање, што ограничава брзину воза. Између 2004 и 2012, пруге су реновиране коришћењењем система поравнања, како би се избјегла укрштања и додата је по још једна пруга. Реконструкција је коштала 2,8 милијарди и значајно је смањен период путовања и повећан интензитет саобраћаја до и из Тел Авива, као и од Кирјат Моцкина до Бершеве. Планирана је изградња система брзих пруга, од Бершеве до Тел Авива и Елијата.
Дужи период постоји план за изградњу лаког шинског система, што је и уврштено у мастер план развоја града. Уговор за изградњу потписан је 1998, али није спроведен. Године 2008, министар финансија Израела, објавио је да ће замрзнути изградњу пројекта лаког шинског система у Тел Авиву и умјесто тога започети изградњу у Бершеви, али ипак пројекат није реализован. Године 2014, градоначелник Бершеве, Рувик Данилович, изјавио је да ће лаки шински систем бити изграђен у граду. Године 2017. министар саобраћаја Израела дао је дозволу Бершеви да започне са прелиминарним планом лаког шинског система.

## Спорт
Хапоел Бершева наступа у Премијер лиги Израела, након промоције из другог ранга — Леумит лиге, у сезони 2008/09. Своје утакмице игра на стадиону Турнер. Хапоел је био првак Израела пет пута: 1975, 1976, 2016, 2017 и 2018, док је Куп освојио 1997. У граду постоје још два локална клуба, Макаби Бершева, из четврти Неве Ној и ФК Бершева из четврти Далет, који је насљедник угашеног клуба Беитар Аврам Бершева.
У граду постоји и кошаркаши клуб — Хапоел Бершева, који наступа у арени Конч, капацитета 3.000 мјеста.
Бершева је постала национални шаховски центар Израела, захваљујући мигрантима из Совјетског Савеза. У граду се налази више велемајстора него у било ком другом граду у свијету. Град је био домаћин Свјетског првенства у шаху 2005, а шах се учи у градским вртићима. Шаховски тим Израела је освојио сребрну медаљу на 38. Шаховској олимпијади 2008. године, као и бронзану медаљу на 39. Олимпијади 2010. Елија Левант је основао шаховски клуб 1973.
У граду се налази други највећи рвачки центар у Израелу, AMI школа рвања. Центар води Леонид Шулман и има отприлике 2.000 ученика, од којих су већина потомци миграната из Совјетског Савеза. Макаби Бершева има тим за рвање слободним стилом, док Хапоел Бершева има тим за рвање грчко-римским стилом. На Свјетском првенству у рвању 2010, студенти школе AMI освојили су пет медаља. Крикет се игра под надлежности Крикет асоцијације Израела. у граду се такође налази рагби клуб, чији су сениори и јуниори освојили неколико титула првака државе. У граду се налази и тениски центар, који је отворен 1991. године и садржи осам терена. Такође, у граду се налази и неколико аеродрома који служе за ваздухопловно једриличарство.
Бершева је била један од градова домаћина Ђиро д’Италије 2018, чији је старт био у Израелу, што је било први пут у историји да је Ђиро стартовао ван Европе. Бершева је била домаћин треће етапе, до Елијата, гдје је у спринту побиједио Елија Вивиани, испред Саше Модола и Сема Бенета.

## Еколошке награде
Године 2012, кружна стаза од 42 km за планинарење, која се простире око града, освојила је треће мјесто на годишњем такмичењу Европске саобраћајне асоцијације.

## Познати становници
- Орна Банај, глумица, комичарка и забављачица
- Елјанив Барда, фудбалер
- Зехава Бен, пјевач
- Авишај Браверман, професор и политичар на Универзитету Бен Гурион
- Алмонг Сохен, фудбалер
- Рувик Данилович - осми градоначелник Бершеве
- Анат Драјгор, кошаркаш
- Ели Алауфи, политичар
- Ронит Елкабец, глумица
- Велв Грин, канадско—америчко израелски научник и академик
- Звика Хадар, комичар и водитељ
- Боз Хус, професор кабале на Универзитету Бен Гурион
- Рон Каплан, гимнастичар
- Виктор Микхалевски, шаховски велемајстор
- Давид Накаче, професор
- Давид Њумам, професор
- Илан Рамон, први израелски астронаут, умро у Спејс-шатла Колумбија
- Јехудит Равиц, пјевач
- Дан Тал, фудбалер
- Ели Зизов, фудбалер
- Зејев Зризи, други градоначелник Бершеве

## Партнерски градови

### Сестрински градови
Бершева је у сестринским односима са 13 градова:
| Африка - Адис Абеба, Етиопија (од 2004) - Букаке, Обала Слоноваче Азија - Себу, Филипини - Они, Грузија (од 2000) - Адана, Турска (од 2001) | Европа - Клуж-Напока, Румунија - Лион, Француска (од 1977) - Ниш, Србија - Розенхајм, Њемачка - Вупертал, Њемачка (од 1977) | Сјеверна Америка - Монтреал, Канада - Сијетл, Сједињене Америчке Државе - Винипег, Канада (од 1983) Океанија - Парамата, Аустралија Јужна Америка - Ла Плата, Аргентина |